# Cesar Klein

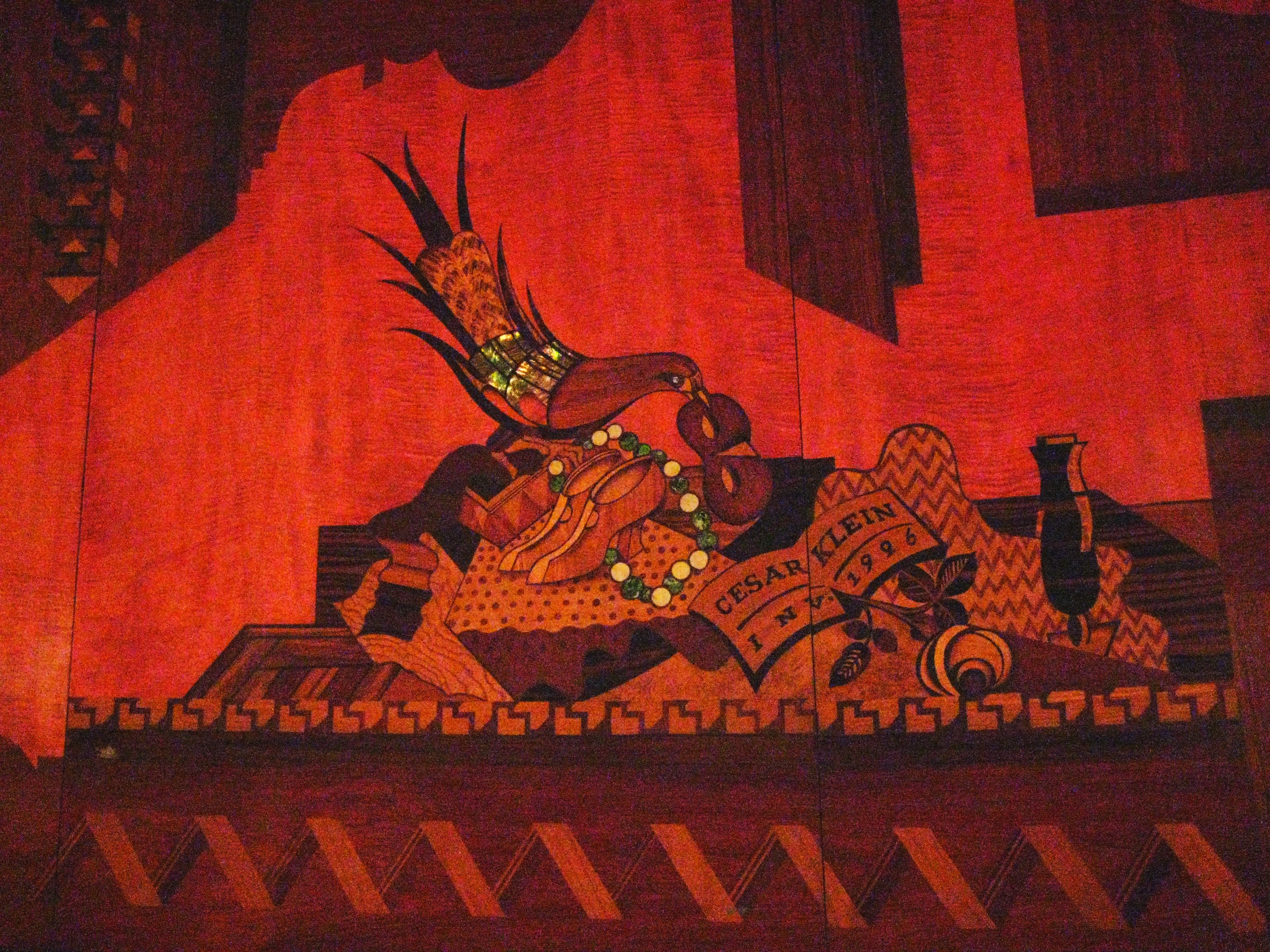
César Klein: intarzie v berlínském divadle Renaissance-Theater

Cesar Klein (14. září 1876, Hamburk, Německo – 13. března 1954, Lübeck, Německo) byl německý expresionistický malíř. Byl zakládajícím členem skupiny Novembergruppe. Byl jedním z mnoha německých umělců, jejichž dílo bylo v roce 1933 odsouzeno jako zvrhlé umění a v roce 1937 vystaveno na výstavě Entartete Kunst v Mnichově.

## Život a dílo
Byl synem tesaře Carla Augusta (1850–1928) a jeho manželky Johanny Cathariny Margarethy Elsabe Kleinové z Elmshornu. Po vyučení malířem César Klein navštěvoval od roku 1894 uměleckoprůmyslovou školu v Hamburku, potom Kunstakademie v Düsseldorfu a nakonec vzdělávací zařízení Uměleckoprůmyslového muzea v Berlíně. Zpočátku byl ovlivněn impresionismem, ale časem se obrátil k expresionismu. V roce 1903 se v Hamburku oženil se svou první manželkou Martou, rozenou Steffen (1879–1929).
V roce 1910 patřil Klein mezi spoluzakladatele Neue Secession v Berlíně. O tři roky později při výmalbě kina Marmorhaus poprvé použil expresionistický design. V důsledku listopadové revoluce se připojil k několika avantgardním uměleckým skupinám, které se nechaly inspirovat revolučním převratem: v roce 1918 byl jedním ze zakladatelů Novembergruppe, v roce 1919 byl zvolen do představenstva pracovní federace Deutscher Werkbund a také se angažoval v umělecké radě Arbeitsrat für Kunst. Jeho hlavním úkolem v letech 1919–1937 však byla výuka a působení na vzdělávací instituci Unterrichtsanstalt des Kunstgewerbemuseums Berlin, kde však od roku 1933 neměl dovoleno učit.
Na počátku dvacátých let vytvořil expresivní filmové scény pro filmy Genuine (1920) a Der Puppenmacher von Niang-King (1923) autora Roberta Wieneho a v Rakousku k Sodomě a Gomoře Mihály Kertész.
Po "zabavení moci" národními socialisty bylo Kleinovi zakázáno učit i malovat. V roce 1937 byly jeho práce očerněny na nacistické výstavě „Zvrhlé umění“ a 13 z jeho děl bylo zabaveno. Od roku 1935 do roku 1945 žil v ústraní na venkově.
V roce 1932 si vzal svou druhou manželku, houslistku Paulu Bock (* 1889) z Leeru. Jeho tchyně byla malířka Marie Bock, která později v jeho domě strávila své stáří.
Jeho bratr Bernhard Klein (1888 v Hamburku – 1967 v Berlíně) byl také umělec.

## Díla
- 1913 Vybavení kina Marmorhaus na Kurfürstendamm v Berlíně
- 1913 Mozaiková podlaha ve vestibulu firmy Siemens AG v Berlin-Siemensstadt
- 1917 Skleněná barevná mozaika Messingwerksiedlung v Eberswalde-Heegermühle
- 1919 Zasklení oken v zasedací místnosti radnice Berlin-Zehlendorf
- 1922 Mozaiky a stropní malba v divadle Theater am Kurfürstendamm (zničeno během druhé světové války)
- 1923 Stropní malby Neuen Oper na Königsplatz (zničeno během druhé světové války)
- 1924 Rekonstrukce divadla Thalia-Theater
- 1926 Intarzie se scénami na motivy Commedia dell’arte v balkónové sekci divadla Renaissance-Theater v Berlíně
- Design skleněných oken pro atrium obchodního domu Wertheim v Berlíně

## Filmy
- 1920: Genuine
- 1921: Hannerl und ihre Liebhaber
- 1923: Der Puppenmacher von Kiang-Ning

## Výstavy
- 2014: César Klein – Leben und Kunst, Ostholstein-Museum, Eutin[8]
- 2015: Sieben auf einen Streich. Die Malerei Cesar Kleins um 1909, Kunstmuseum Ahrenshoop, Ahrenshoop

## Pocty a ocenění
- Jeho jméno nese komunitní škola César-Klein-Schule v Ratekau.
- Byly po něm pojmenovány ulice v Pansdorfu a v Hamburg-Steilshoopu.